# Японцы
Япо́нцы (яп. 日本人, нихондзин / ниппондзин, яп. 日本民族, нихон-миндзоку) — народ, основное (более 98 %) население Японии. Говорят преимущественно на японском языке.

## Численность и расселение
Численность — 125 миллионов человек, в том числе в самой Японии — 120,8 млн чел. Японцы живут также в США (1,2 млн чел.), главным образом в штате Калифорния и на Гавайских островах, в Бразилии (1,5 млн чел.), в Канаде (129 тыс. чел.) и других странах Америки, Европы, Азии и Австралии.

## Язык
Японский язык относится к языкам японо-рюкюской семьи не установленного до конца происхождения.
Японский язык имеет относительно простую фонетику с пятью гласными, в морфологии преобладают агглютинация и синтетизм; обычный порядок слов — SOV. 
Японская письменность сложная, частично заимствованная (кандзи), частично созданная самими японцами (хирагана, катакана и небольшая часть кандзи). Ограниченно используется также латиница. В современной орфографии кандзи обычно записывают значащую часть слова, хирагана — изменяемую, а катакана — неадаптированные заимствования.

## Государство
Большинство японцев проживает в собственном национальном государстве Япония (Ниппо́н, Нихо́н), расположенном на Японских островах.
Старое название Японская империя «Дай Ниппон» (大日本) в буквальном смысле слова означает «Великая Япония» или «Великая Страна Восходящего Солнца».
Оригинальное название первого древнеяпонского государства — Ямато.

## Происхождение
Старейшее название японского народа, записанное в древних письменных китайских памятниках, — Ва.
Долгое время считалось, что предположительно предки японцев, так называемые протояпонские («пуёские») племена, в 1 тысячелетии до н. э. (а по некоторым сведениям и ранее) отдельными группами переселялись на Японский архипелаг с Корейского полуострова.
При этом древнее коренное население Японии айны-эмиси (племена неазиатской внешности и неизвестного происхождения) и австронезийские племена на юге кумасо и хаято, постепенно были вытеснены и ассимилированы протояпонскими племенами, язык которых (возможно родственный корейскому) возобладал, восприняв элементы австронезийского субстрата. Предположительно в IV веке (точно неизвестно) появляется первое общеяпонское государство — Ямато.
Однако имеющиеся данные не подтверждают настолько массовых переселений с континента в указанный период. Хотя сам факт переселения на острова отдельных пуёских и родственных им племён несомненен, как и их культурная роль, но разбросанные по островам и весьма ограниченные численно на первом этапе они просто терялись среди племён-автохтонов (австронезийских и древнеайнских). Так что ни о какой массовой ассимиляции в тот период речи идти просто не может. Несмотря даже на предположительно важную роль этих племён в становлении древнеяпонского государства Ямато (Ва).

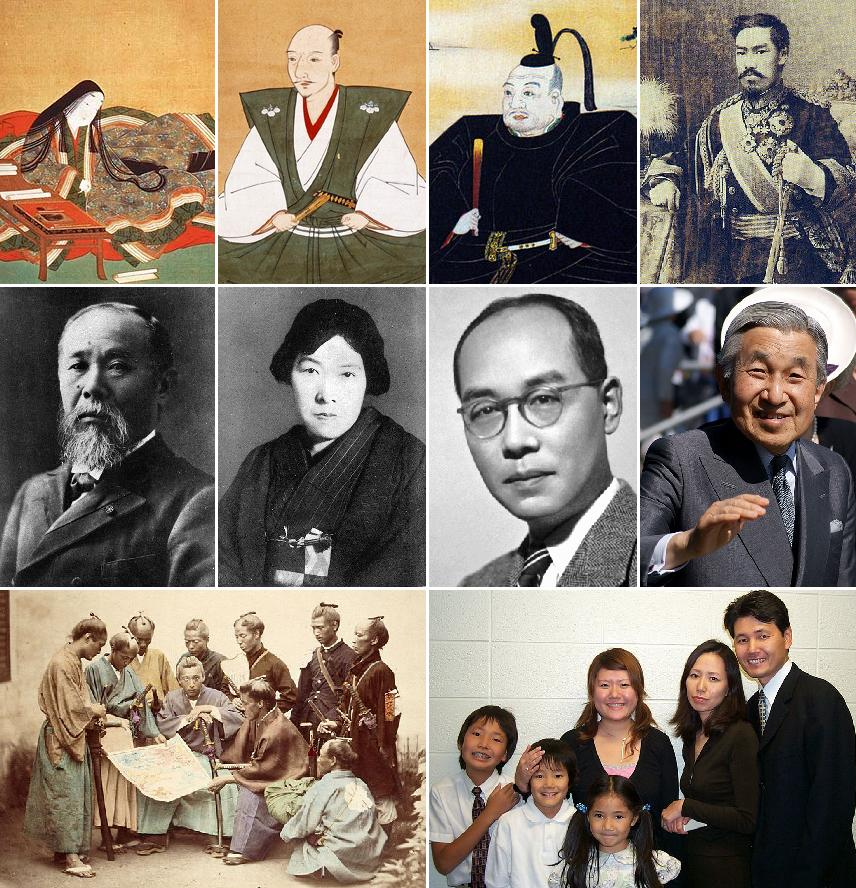
Мурасаки Сикибу • Ода Нобунага • Токугава Иэясу • Император Мэйдзи
Ито Хиробуми • Акико Ёсано • Хидэки Юкава • Император Акихито • Группа самураев во время Война Босин • Современная японская семья

Вскоре после конца Второй мировой войны, Котондо Хасэбэ и Хисаси Судзуки сделали утверждение о том, что предками японцев были не пришельцы с континента в период Яёй (300 год до н. э. — 300 год н. э.), а люди эпохи Дзёмон. Однако, Кадзуро Ханихара представил новую теорию смешения различных народностей на Японских островах в 1984 году. Ханихара также представил теорию «модели двойственной структуры» на английском языке в 1991 году. Согласно Ханихаре, сложение японской народности начинается с людей эпохи Дзёмон, которые мигрировали на Японский архипелаг во времена Палеолита из юго-восточной Азии. Ханихара считал, что существовала также вторая волна иммигрантов из северо-восточной Азии в Японию в период Яёй. Из-за увеличения населения в эпоху Неолита, этой волне переселенцев пришлось выбрать путь миграции на Японский архипелаг уже в период Яёй. В результате смешение мигрантов разных эпох распространилось в области островов Кюсю, Сикоку и Хонсю, но метисация подобного масштаба не распространялась в других областях Японского архипелага таких, как острова Рюкю и Хоккайдо, соответственно рюкюсцы и айны продолжали там доминировать. Марк Джеймс Хадсон утверждал, что основа японского народа биологически и лингвистически сформировалась с 400 года до н. э. по 1,200 год н. э. В настоящее время, наиболее принятой теорией является то, что современные японцы являются потомками как аборигенного населения эпохи Дзёмон, так и вновь прибывших мигрантов периода Яёй.
С другой стороны, исследования, проведённые в октябре 2009 года Национальным музеем природы и науки и другими, пришли к выводу о том, что человек из Минатогавы, четыре скелета которого обнаружили на острове Окинава и датирующегося приблизительно 20 000 и 22 000 годами до н. э., является свидетельством того, что люди эпохи Дзёмон были биологически неоднородными и что южная группа этого населения островов, к которой принадлежат эти останки, пришла в Японию с юга, и лица этих людей имели более выраженные монголоидные черты и были меньших размеров, чем лица северной группы людей эпохи Дзёмон. Хирото Такамия из Университета Саппоро выразил предположение о том, что люди, населявшие район острова Кюсю, мигрировали на Окинаву в X—XII веках н. э.
Генетическое исследование аутосом людей эпохи Дзёмон показало, что они являются особой группой восточноазиатской ветви монголоидов и что они имеют генетическое родство с образцами материалов современных коренных сибирских и американских народов.
В 2011 году исследование Шона Ли и Тосикадзу Хасэкавы сообщило, что общий предок японских языков образовался примерно 2182 года назад.
Исследование, проведённое в 2017 году Ульсанским университетом в Южной Корее представило свидетельства того, что генетическое происхождение корейцев имеет больше общего с народами юго-восточной Азии. Это исследование подтверждается японским, проведённым в 1999 году, что доказывает теорию о том, что происхождение людей эпохи Яёй имело место в южном Китае около реки Янцзы. Это исследование также подтверждает уже общепринятую теорию смешения людей эпох Дзёмон и Яёй.
Происхождение людей эпох Дзёмон и Яёй часто было предметом разногласий, и недавний японский источник составил список следующих потенциальных групп населения Японского архипелага:
- Коренное население, которое поселилось на территории современной Японии более 10 000 лет назад. (Без уточнения, где именно, что означает, что все эти группы людей, живущих на территории от Хоккайдо до Окинавы, считаются аборигенами.)
- Иммигранты с севера (яп. 北方ルート), включая население Корейского полуострова, континентального Китая и острова Сахалин.
- Иммигранты с юга (яп. 南方ルート), включая население островов Тихого океана, юго-восточной Азии и, возможно, Индии.

Что касается государства, то имеются свидетельства, что его образование относится даже к более ранним периодам. Согласно японским хроникам — к VII веку до нашей эры. И само его название предположительно местного происхождения (Ямато/Яматаи из языка древних айнов). К тому же на первом этапе оно соседствовало с другими государственными образованиями и родоплеменными союзами. И фактически лишь к VI веку нашей эры овладело наиболее развитой и густонаселённой частью архипелага. «Варварские» же территории юга Кюсю, севера Хонсю и Хоккайдо поглощались и осваивались уже позднее и довольно постепенно.
Не стоит также путать современных японцам айнов с древним коренным населением Японских островов. Хотя и несомненно, что культурно (особенно в плане языка), да во многом и генетически, они ближе к айноидным протоплеменам эпохи Дзёмон, чем современные японцы (влияние на которых пришлого монголоидного элемента куда сильнее). Но точно так же, как и сами японцы, являются позднейшим производным, пройдя путь столь же длительной эволюции через ряд культур, эпох, этнических и генетических изменений и заимствований.
Судя по всему, уже древние племена, населявшие японские острова в эпоху Дзёмон, и состоявшие преимущественно из айноидов (племена австралоидно-европеоидной внешности и неизвестного происхождения) и в меньшей степени австронезийцев, являли собой смесь генотипа и культур. При этом раскиданные по островам отдельные племена новых пришельцев с континента (преимущественно «пуёские» (прото-японско-корейские) и родственные им племена, относящиеся к восточно-азиатской ветви монголоидной расы), были длительное время в очевидном меньшинстве, теряясь среди коренных племён. Представляется вполне очевидным, что пришельцы оказали значительное культурное влияние, способствуя распространению поливного земледелия и становлению культуры нового типа (получившей распространение в Период Яёй). Но даже на этапе становления на Японских островах первых государственных образований, эта роль была скорее культурной, чем собственно ассимиляционной. Вытеснить или сходу ассимилировать коренное население для них просто не представлялось возможным в силу малочисленности (даже в более поздние времена, вплоть до средних веков, большую часть Японских островов (все северные территории) всё ещё заселяли преимущественно айнские племена). Процесс взаимной ассимиляции был весьма постепенным и длительным и окончательно завершился на всей территории Японских островов лишь только к XIX — первой половине XX века. Только по мере развития древнеяпонского государства, по мере увеличения численности и распространения на островах пуёских и родственных им племён, усиления китайской миграции с континента, по мере активизации смешения монголоидного, айноидного и австронезийского расового типов, этот новый элемент смог оказать не только значительное культурное но и расовое влияние на коренное население японских островов, что и сформировало постепенно современный смешанный генотип и этнос японцев.
На развитие японской культуры большое влияние оказали Китай, а также Корея, через которую собственно и шло в основном культурное китайское влияние. И, опосредованно, Индия.
Правителями Японии и духовными лидерами нации во все исторические времена являлись императоры (микадо), непрерывно ведущие свой род в течение 124 поколений, начиная с VII века до нашей эры (времена первого легендарного императора и основания японского государства, согласно японским хроникам). Они обожествлялись, считаясь потомками богини солнца Аматэрасу. В 1192 году власть захватили феодалы. И императоры стали лишь сугубо сакральной, номинальной фигурой, которая царствует, но не правит. Реальной же властью обладал сёгун — военный правитель страны. Этот период продолжался до 1868 года, когда в результате свержения сёгуната власть императора была восстановлена, что повлекло серьёзные политико-экономические преобразования, известные как Революция Мэйдзи. Только после капитуляции Японской империи в 1945 году и принятия новой конституции императорская власть была передана парламенту и правительству, трансформировавшись в современную конституционную монархию.
Династия японских императоров является самой древней из сохранившихся на сегодняшний день на Земле королевских династий. В период с 1989 года до 2019 года «символом государства и единства народа» являлся император Акихито, 30 апреля 2019 года он добровольно покинул престол и удалился на покой, передав трон своему старшему сыну, наследному принцу Нарухито.
Несмотря на относительно высокую культурную цельность современного японского этноса, в его рамках всё ещё выделяются отдельные этнические группы, со своими обычаями и диалектами обязательными для каждой местности. Существует и родственный японцам народ — рюкюсцы. В средние века рюкюсцы имели свою государственность, формально ликвидированную лишь в 1879 году. Сейчас они составляют 99 % жителей префектуры Окинава, преобладая также на островах Амами.
Специфическое явление — «эта», официально называемые «токусю буракумин» («жители особых посёлков»). Это потомки людей «нечистых» профессий, зачастую связанных со смертью — забой скота, выделка кож, мусорщики и т. п.. Антропологически они ничем от остальных японцев не отличаются, официально имеют все гражданские права, но в быту их дискриминация сохраняется.
Полностью самостоятельный этнически народ айны, не относящийся к японцам, имевший свои расовые и культурные особенности, свой язык, вытесненный с Хонсю, но ещё в XIX веке населявший Хоккайдо и северные острова, был окончательно ассимилирован японцами в первой половине XX века. Антропологически айны восходят к айноидным протоплеменам эпох Дзёмон, и позднее к племенам Эмиси, ассимилированных японцами в средние века на Хонсю, но оставивших огромный след в их генотипе, языке и культуре.

## Быт, обычаи, культура

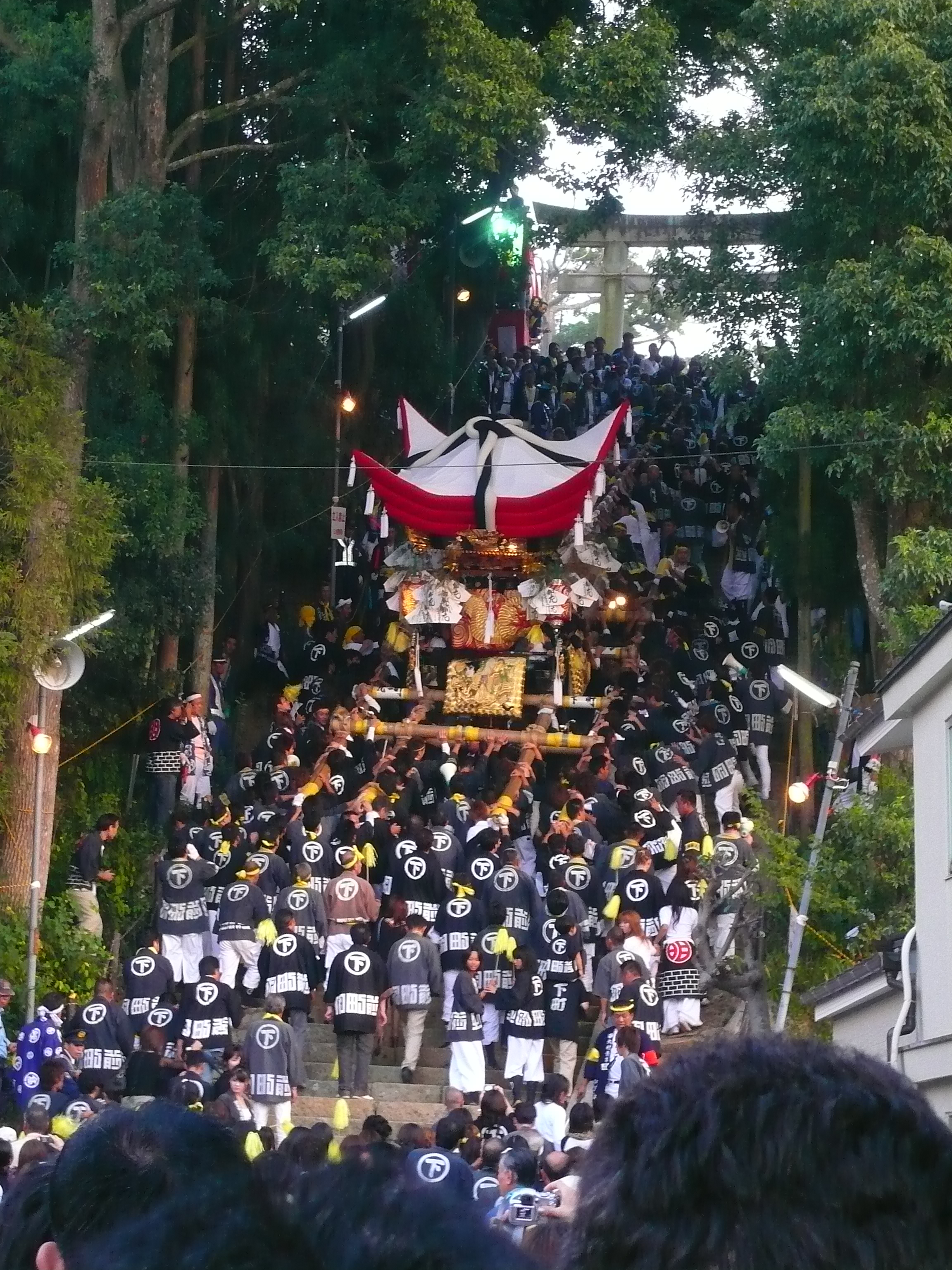
Синтоистское празднование

Традиционная религия японцев — синтоизм.
Их селения имеют линейную планировку. Традиционный дом — каркасно-столбовой, обычно в 1—2 этажа. Характерны раздвижные стены из рам, оклеенных вощёной бумагой или картоном. Пол приподнят на небольших сваях. Почти полностью он покрыт циновками. Столы, стулья, кресла ставятся только в гостиных. Столы низкие, сидят японцы обычно на коленях, на подушечках. Кроватей нет, спят на циновке, под голову кладут не подушку, а дощечку. Дом обязательно украшен своеобразными картинами, на которых может быть изображение, рисунок, или же надпись (афоризм, цитата). Они называются какэмоно.
Из ремёсел популярны изготовление кукол из дерева или бумаги, плетение корзин, ваз, вееров. Характерны своеобразные виды искусства: изготовление из бумаги фигур (оригами), аранжировка цветочных букетов (икэбана).
В изобразительном искусстве японцы достигли большого мастерства в гравюре (классическая японская гравюра).
Национальная одежда японцев называется кимоно (着物) — это общий вид верхней одежды, мужской и женский. На нижнюю рубаху — дзюбан (襦袢) надевается основное кимоно нагаги (長着), подгоняется по росту и закрепляется узким пояском, поверх которого завязывается широкий декоративный пояс оби. На ноги надевают белые носки — таби c отдельным большим пальцем. Летнее повседневное кимоно без подкладки называется юката. Обуви два вида: дзори (草履) (сандалии, изготовляемые из соломы, кожи, резины и др.) и гэта — обувь из дерева на двух подставках. В настоящее время японцы в быту носят европейскую одежду. Кимоно можно увидеть на Новый год, День совершеннолетия и на японских свадьбах.
Женское кимоно отличается от мужского покроем рукавов. У женщин рукава служат своеобразными карманами.
Известно, что с глубокой древности японцами практиковалась двустадийная погребальная обрядность, и первой стадией был «Обряд воздушного погребения». Данная обрядность была вытеснена обрядами буддизма.

### Хозяйство
Традиционными отраслями хозяйства японцев являются суходольное и поливное рисоводство. Выращивают также чай, овощи, цитрусовые, развито шелководство и рыболовство. В настоящее время Япония — высокоразвитая индустриальная страна. Не имея своих ресурсов и работая только на привозном сырье, японцы сумели развить такие отрасли промышленности, как машиностроение, электронику и др., и очень быстро создали одну из самых передовых и технологичных экономик мира.